# Ма (река)
Ма (Сонг Ма) (на виетнамски: Mã) e река във Виетнам и Лаос, вливаща се в Тонкин (залив) на Южнокитайско море. Дължина – 512 km, площ на водосборния басейн – 28 400 km. Река Ма води началото си под името Нам Ма, на 1500 m н.в от югозападния склон на връх Шамшао (1897 m), най-високата точка на едноименната планина, в провинция Шанла. В най-горното си течение тече в северна посока, а при град Пама завива на югоизток и запазва това направление до устието си. В района на лаоския град Ет навлиза на лаоска територия, а след около 100 km, в района на виетнамския град Лат, отново се връща на виетнамска територия. В горното и средното си течение протича в дълбока, тясна и залесена долина между планината Шипшонгтяутхай на североизток и планината Шамшао и платото Нонгкханг на югозапад. Около град Камтхюй излиза от планините и до устието си тече по приморска низина. Влива се в Тонкинския залив на Южнокитайско море, на около 15 km югоизточно от град Тхан Хоа, като образува делта. Подхранването ѝ е предимно дъждовно, а пълноводието ѝ е през месеците юли и август. Среден годишен отток – 52 m³/s. Основни притоци: леви – Кхоай, Чи, Биой; десни – Бан, Хет, Лонг, Луонг, Тю. В най-долното си течение е плавателна за плитко газещи речни съдове. Делтата ѝ е гъсто населена като най-голямото селище е град Тхан Хоа.